# 津兰高速动车组列车
津兰高速动车组列车是中国铁路运行于直辖市天津市天津西站及甘肃省省会兰州市兰州西站的高速动车组列车，途经天津市、河北省、河南省、陕西省、甘肃省四省一市，客运里程1795公里，列车客运乘务由北京局集团天津客运段津秦高铁车队担当。其中天津西站至兰州西站运行10小时10分，使用车次为G1713次；兰州西站至天津西站运行9小时8分，使用车次为G1714次。

## 历史
2019年7月10日，北京局集团新增天津西~兰州西G1713/1714次列车。

## 使用列车
本对列车使用配属北京局集团曹庄动车运用所的CRH380BL。